# Neah Evans
Neah Evans (Langbank, 1º agosto 1990) è una pistard e ciclista su strada britannica, vincitrice di due medaglie d'argento olimpiche, a Tokyo 2020 (inseguimento a squadre ) e Parigi 2024 (americana), di due titoli mondiali su pista e di sei titoli europei Elite di specialità. È tesserata per la Torelli.

## Carriera
Nel 2021 vince la medaglia d'argento nell'inseguimento a squadre ai Giochi olimpici di Tokyo 2020. Nell'agosto 2022 a Birmingham si aggiudica la medaglia d'argento nella prova in linea ai Giochi del Commonwealth, battuta dalla sola Georgia Baker; in ottobre a Saint-Quentin-en-Yvelines conquista invece il titolo mondiale di corsa a punti e la medaglia d'argento nell'inseguimento a squadre.

## Palmarès

### Pista
- 2016

Milton International Challenge, Corsa a punti (Milton)
Milton International Challenge, Inseguimento individuale (Milton)
Milton International Challenge, Scratch (Milton)
Revolution Series Champions League, Scratch (Londra)
Revolution Series Champions League, Corsa a punti (Londra)
Revolution Series Champions League, Omnium (Manchester)
Revolution Series Champions League, Omnium (Londra)
Revolution Series, Scratch (Manchester)
Revolution Series, Scratch (Glasgow)
Revolution Series, Corsa a punti (Manchester)
Troféu Internacional de Anadia, Corsa a punti (Anadia)
Campionati britannici, Derny
- 2017

Grand Prix of Poland, Inseguimento a squadre (Pruszków, con Eleanor Dickinson, Manon Lloyd ed Emily Nelson)
Revolution Series Champions League, Corsa a punti (Glasgow)
2ª prova Coppa del mondo 2017-2018, Inseguimento a squadre (Manchester, con Elinor Barker, Katie Archibald ed Emily Nelson)
- 2018

Campionati europei, Inseguimento a squadre (con Katie Archibald, Laura Kenny, Elinor Barker ed Eleanor Dickinson)
4ª prova Coppa del mondo 2018-2019, Inseguimento a squadre (Londra, con Katie Archibald, Eleanor Dickinson, Laura Kenny ed Elinor Barker)
- 2019

Six Day Hong Kong, Americana (con Emily Nelson)
Six Day Hong Kong, Omnium
Six Day Manchester, Americana (con Katie Archibald)
GP Poland, Americana (con Katie Archibald)
GP Poland, Omnium
Campionati europei, Inseguimento a squadre (con Katie Archibald, Eleanor Dickinson, Laura Kenny ed Elinor Barker)
Six Day London, Americana (con Katie Archibald
2ª prova Coppa del mondo 2019-2020, Inseguimento a squadre (Glasgow, con Katie Archibald, Elinor Barker ed Eleanor Dickinson)
- 2020

6ª prova Coppa del mondo 2019-2020, Americana (Milton, con Laura Kenny)
Campionati europei, Inseguimento a squadre (con Laura Kenny, Katie Archibald, Josie Knight ed Elinor Barker)
Campionati europei, Inseguimento individuale
- 2021

Campionati europei, Americana (con Katie Archibald)
DBC 3 Dages, Americana (Ballerup, con Katie Archibald)
DBC 3 Dages, Corsa a eliminazione (Ballerup)
Track Cycling Challenge, Scratch (Grenchen)
Track Cycling Challenge, Corsa a punti (Grenchen)
Track Cycling Challenge, Americana (Grenchen, con Madelaine Leech)
Track Cycling Challenge, Omnium (Grenchen)
Track Cycling Challenge, Corsa a eliminazione (Grenchen)
- 2022

Campionati britannici, Inseguimento individuale
Campionati britannici, Corsa a punti
Campionati britannici, Americana (con Laura Kenny)
Campionati del mondo,  Corsa a punti
Grenchen, Corsa a punti
Grenchen, Americana (con Katie Archibald
- 2023

Campionati britannici, Inseguimento individuale
Campionati britannici, Corsa a punti
Campionati europei, Inseguimento a squadre (con Anna Morris, Katie Archibald, Josie Knight ed Elinor Barker)
Coppa delle Nazioni (Milton), Inseguimento a squadre (con Jessica Roberts, Katie Archibald, Josie Knight ed Elinor Barker)
Campionati del mondo, Americana (con Elinor Barker)
Londra, Corsa a punti
Londra, Scratch
- 2024

Coppa delle Nazioni (Milton), Americana (con Katie Archibald)
Copenhagen 3 Days, Americana (con Josie Knight)
Copenhagen 3 Days, Corsa a eliminazione

## Piazzamenti

### Competizioni mondiali
- Campionati del mondo su pista

Pruszków 2019 - Americana: 4ª
Pruszków 2019 - Corsa a punti: 7ª
Berlino 2020 - Inseguimento a squadre: 2ª
Berlino 2020 - Americana: 6ª
Roubaix 2021 - Scratch: 10ª
Roubaix 2021 - Inseguimento a squadre: 3ª
Roubaix 2021 - Americana: 3ª
St. Quentin-en-Yv. 2022 - Inseguimento a squadre: 2ª
St. Quentin-en-Yv. 2022 - Americana: 5ª
St. Quentin-en-Yv. 2022 - Corsa a punti: vincitrice
Glasgow 2023 - Inseguimento individuale: 4ª
Glasgow 2023 - Corsa a punti: 5ª
Glasgow 2023 - Americana: vincitrice
Ballerup 2024 - Corsa a punti: 8ª
Ballerup 2024 - Americana: 3ª
- Giochi olimpici

Tokyo 2020 - Inseguimento a squadre: 2ª
Parigi 2024 - Americana: 2ª
Parigi 2024 - Omnium: 15ª

### Competizioni europee
- Campionati europei su pista

Glasgow 2018 - Inseguimento a squadre: vincitrice
Apeldoorn 2019 - Inseguimento a squadre: vincitrice
Apeldoorn 2019 - Corsa a punti: 9ª
Plovdiv 2020 - Inseguimento a squadre: vincitrice
Plovdiv 2020 - Inseguimento individuale: vincitrice
Plovdiv 2020 - Scratch: 4ª
Grenchen 2021 - Corsa a punti: 10ª
Grenchen 2021 - Corsa a eliminazione: 3ª
Grenchen 2021 - Americana: vincitrice
Monaco di Baviera 2022 - Inseguimento a squadre: 4ª
Monaco di Baviera 2022 - Corsa a punti: 5ª
Monaco di Baviera 2022 - Americana: 4ª
Grenchen 2023 - Inseguimento a squadre: vincitrice
Grenchen 2023 - Corsa a punti: 7ª
Monaco di Baviera 2022 - Americana: 4ª
Apeldoorn 2024 - Inseguimento a squadre: 2ª
Apeldoorn 2024 - Omnium: 2ª
Heusden-Zolder 2025 - Inseguimento a squadre: 3ª